# Diócesis de Hvar
La diócesis de Hvar (en latín: Dioecesis Pharen(sis) y en croata: Hvarska biskupija) es una circunscripción eclesiástica latina de la Iglesia católica en Croacia, sufragánea de la arquidiócesis de Split-Makarska. La diócesis tiene al obispo Ranko Vidović como su ordinario desde el 4 de marzo de 2021. 

## Territorio y organización
La diócesis tiene 807 km² y extiende su jurisdicción sobre los fieles católicos de rito latino residentes en el condado de Split-Dalmacia en las islas Hvar, Brač y Vis.
La sede de la diócesis se encuentra en Hvar, en donde se halla la Catedral de San Esteban.
En 2019 en la diócesis existían 46 parroquias.

## Historia
La diócesis de Lesina (nombre en italiano de Hvar) fue erigida probablemente en 1145. Originalmente era sufragánea de la arquidiócesis de Zadar, pero ya en 1180 tras los desacuerdos entre los obispos de Lesina y los arzobispos de Zadar, se convirtió en sufragánea de Spalato (nombre en italiano de Split) tras un arbitraje realizado por el legado papal Teobaldo. Originalmente la diócesis se extendía sobre las islas de Hvar, Brač (en italiano, Brazza), Vis, Curzola, Meleda y otras islas menores y también se la denominaba diócesis de las islas (dioecesis Insularum) o con el nombre de las islas mayores, diócesis de Hvar y Brazza.
A principios del siglo XIV cedió una parte de su territorio para la erección de la diócesis de Curzola.
En 1654 el obispo Vincenzo Milani estableció el seminario diocesano.
El 30 de junio de 1828, la bula Locum beati Petri del papa León XII asignó a Lesina como sufragánea de la arquidiócesis de Zadar. La bula entró en vigor en 1830.
El 14 de enero de 1889 se concedieron a los obispos los títulos de Brač y Vis.
El 27 de julio de 1969 se restableció la provincia eclesiástica de Split-Makarska, de la que Hvar se convirtió en sufragánea.

## Estadísticas
De acuerdo al Anuario Pontificio 2020 la diócesis tenía a fines de 2019 un total de 21 385 fieles bautizados.
| Año                                                                             | Población            | Población | Población      | Sacerdotes | Sacerdotes    | Sacerdotes    | Bautizados por sacerdote | Diáconos permanentes | Religiosos | Religiosos | Parroquias |
| Año                                                                             | Bautizados católicos | Total     | % de católicos | Total      | Clero secular | Clero regular | Bautizados por sacerdote | Diáconos permanentes | Varones    | Mujeres    | Parroquias |
| ------------------------------------------------------------------------------- | -------------------- | --------- | -------------- | ---------- | ------------- | ------------- | ------------------------ | -------------------- | ---------- | ---------- | ---------- |
| 1950                                                                            | 54 000               | 54 300    | 99.4           | 84         | 64            | 20            | 642                      |                      | 20         | 73         | 45         |
| 1970                                                                            | 33 000               | 34 500    | 95.7           | 61         | 42            | 19            | 540                      |                      | 22         | 105        | 43         |
| 1980                                                                            | 24 566               | 26 987    | 91.0           | 60         | 42            | 18            | 409                      |                      | 22         | 112        | 46         |
| 1990                                                                            | 21 570               | 27 146    | 79.5           | 51         | 38            | 13            | 422                      |                      | 15         | 83         | 46         |
| 1999                                                                            | 24 300               | 27 200    | 89.3           | 46         | 33            | 13            | 528                      |                      | 16         | 75         | 46         |
| 2000                                                                            | 23 011               | 26 130    | 88.1           | 49         | 35            | 14            | 469                      |                      | 14         | 70         | 46         |
| 2001                                                                            | 22 967               | 26 014    | 88.3           | 47         | 33            | 14            | 488                      |                      | 14         | 70         | 46         |
| 2002                                                                            | 22 892               | 25 889    | 88.4           | 45         | 31            | 14            | 508                      |                      | 14         | 72         | 46         |
| 2003                                                                            | 22 951               | 25 865    | 88.7           | 41         | 26            | 15            | 559                      |                      | 15         | 74         | 46         |
| 2004                                                                            | 22 781               | 25 665    | 88.8           | 40         | 27            | 13            | 569                      |                      | 13         | 74         | 46         |
| 2006                                                                            | 23 019               | 26 229    | 87.8           | 45         | 28            | 17            | 511                      |                      | 17         | 74         | 46         |
| 2013                                                                            | 22 931               | 25 865    | 88.7           | 38         | 28            | 10            | 603                      |                      | 10         | 65         | 46         |
| 2016                                                                            | 21 305               | 25 405    | 83.9           | 35         | 24            | 11            | 608                      |                      | 21         | 58         | 46         |
| 2019                                                                            | 21 385               | 24 408    | 87.6           | 23         | 22            | 1             | 929                      |                      | 1          | 55         | 46         |
| Fuente: Catholic-Hierarchy, que a su vez toma los datos del Anuario Pontificio. |                      |           |                |            |               |               |                          |                      |            |            |            |

## Episcopologio
- Martin I Manzavini † (1145-1175)
- Lukar Čiklin † (1175-1177)
- Martin I Manzavini † (1177-1184 falleció) (por segunda vez)
- Nikola I Manzavini † (1184-1198 nombrado arzobispo de Zadar)
- Miha (Mihovil) Picijev † (1198-1228 falleció)
- Nikola II † (1230-1260 falleció)
- Dobronja † (1260-1280)
- Šimun † (1281-1289 falleció)
- Dujam I † (1289-1304 falleció)
- Gabrijel † (1308-1312 falleció)
- Gregorio De Madiis † (1313-1323 falleció)
- Stjepan I † (1323-1326)
- Luka † (1326-1337)
- Ivan † (1341-1348 falleció)
- Stjepan Ciga † (3 de octubre de 1348-1384)
- Benvenuto † (1385-1412 falleció)
- Juraj, O.F.M. † (21 de octubre de 1412-15 de enero de 1420 nombrado obispo de Scardona)
  - Pietro † (15 de enero de 1420-14 de marzo de 1421 renunció) (administrador apostólico)
- Dujam Hranković † (14 de marzo de 1421-1422)
- Juraj, O.F.M. † (1423-1428 falleció) (por segunda vez)
- Tommaso Tomassini, O.P. † (23 de diciembre de 1429-1463 falleció)
- Nicolò delle Croci † (10 de febrero de 1463-circa 1473 falleció)
- Lorenzo Micheli † (26 de noviembre de 1473-1486 falleció)
- Gerolamo Dieda † (1 de septiembre de 1486-1492 falleció)
- Bernardino de Fabiis † (11 de abril de 1492-1510 falleció)
- Frane Pritić, O.F.M. † (18 de noviembre de 1510-1523 falleció)
  - Giovanni Battista Pallavicini † (8 de septiembre de 1523-13 de agosto de 1524 falleció) (administrador apostólico)
- Zaccaria Trevisani † (2 de septiembre de 1524-1537 renunció)
- Gerolamo Argentini † (24 de agosto de 1537-7 de marzo de 1549 falleció)
- Marco Malipiero † (26 de julio de 1549-1553 falleció)
- Zaccaria Dolfin † (5 de marzo de 1553-22 de marzo de 1574 renunció)
- Martino de Martini, S.I. † (22 de marzo de 1574-28 de enero de 1581 nombrado obispo de San Severo)
- Pietro Cedolini † (20 de febrero de 1581-diciembre de 1633 falleció)
- Nicola Zorzi † (12 de febrero de 1635-1644 falleció)
- Vincenzo Milani † (19 de diciembre de 1644-1666 falleció)
- Giovanni de Andreis † (16 de marzo de 1667-27 de abril de 1676 nombrado obispo de Traù)
- Gerolamo Priuli, C.R.S. † (22 de junio de 1676-marzo de 1693 falleció)
- Giovanni Tommaso Rovetta, O.P. † (8 de junio de 1693-1 de abril de 1704 renunció)
- Raimondo Asperti, O.P. † (28 de abril de 1704-noviembre de 1722 falleció)
- Domenico Nicola Condulmer † (12 de mayo de 1723-13 de febrero de 1736 nombrado obispo de Belluno)
- Cesare Bonajuti † (27 de febrero de 1736-21 de marzo de 1759 falleció)
- Antun Becić † (13 de julio de 1759-1 de octubre de 1761 falleció)
- Gioacchino Maria Pontalti, O.Carm. † (27 de noviembre de 1761-13 de abril de 1767 renunció[4])
- Pietro Riboli † (10 de julio de 1767-30 de diciembre de 1783 falleció)
- Giovanni Domenico Straticò, O.P. † (20 de septiembre de 1784-noviembre de 1799 falleció)
- Angelo Pietro Galli † (23 de febrero de 1801-26 de enero de 1812 falleció)
  - Sede vacante (1812-1822)
- Giovanni Scacoz † (27 de septiembre de 1822-3 de abril de 1837 falleció)
- Filippo Domenico Bordini † (21 de febrero de 1839-25 de julio de 1865 falleció)
- Juraj Duboković † (25 de junio de 1866-21 de marzo de 1874 falleció)
  - Sede vacante (1874-1876)
- Andrija Ilić † (7 de abril de 1876-1888 falleció)
- Fulgencjie Czarev, O.F.M. † (1 de junio de 1888-9 de julio de 1901 falleció)
- Jordan Zaninović, O.P. † (10 de febrero de 1903-2 de octubre de 1917 falleció)
- Luca Pappafava † (14 de septiembre de 1918-19 de julio de 1925 falleció)
- Miho Pušić † (21 de junio de 1926-6 de junio de 1970 retirado[5])
- Celestin Bezmalinović, O.P. † (6 de junio de 1970 por sucesión-30 de marzo de 1989 retirado)
- Slobodan Štambuk (30 de marzo de 1989-9 de marzo de 2018 retirado)
- Petar Palić (9 de marzo de 2018-11 de julio de 2020 nombrado obispo de Mostar-Duvno y administrador apostólico de Trebinje-Marcana)
- Ranko Vidović, desde el 4 de marzo de 2021